# 卡薩萊山 (法內斯山脈)

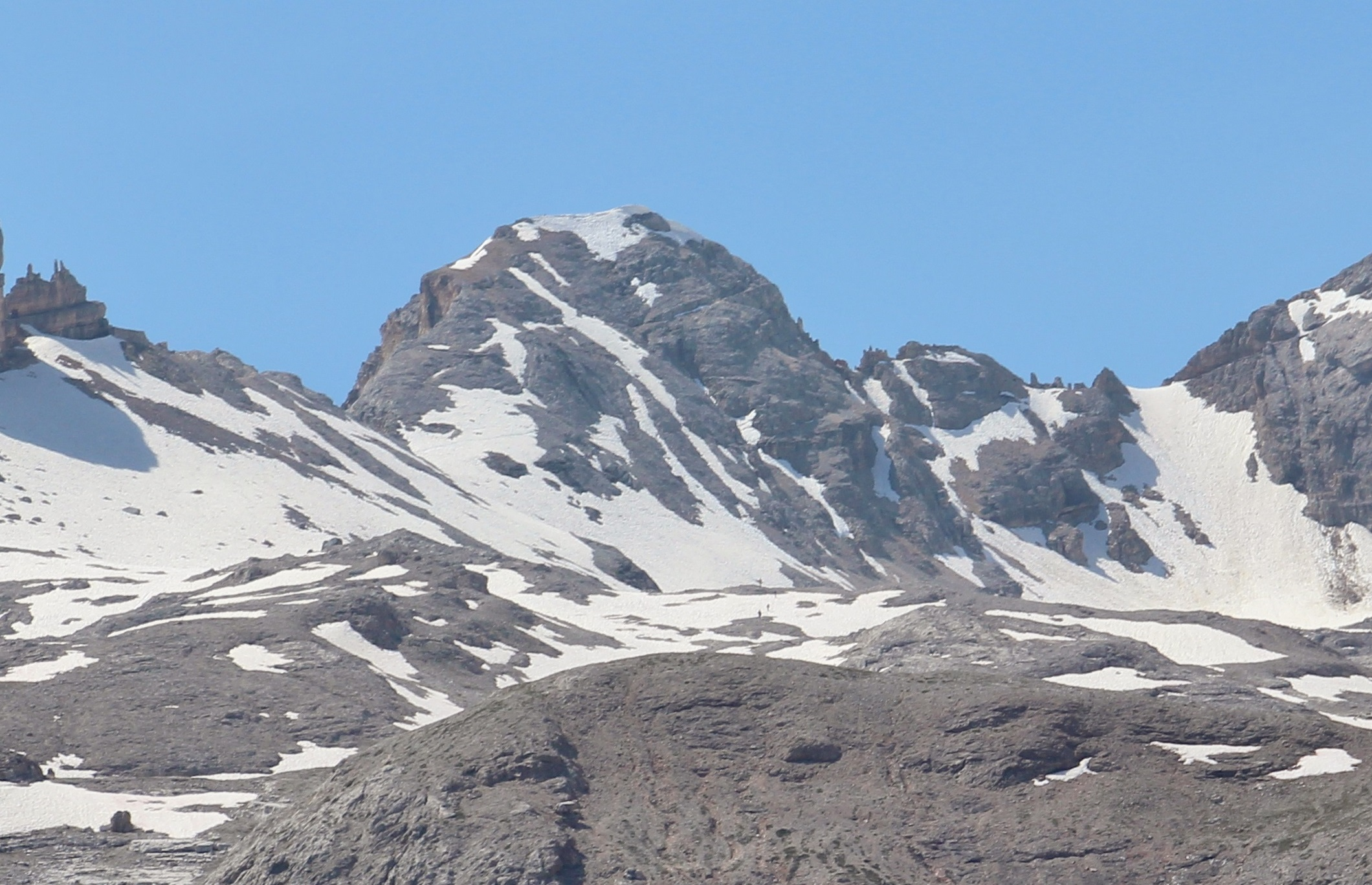

46°33′50″N 12°01′40″E / 46.563838°N 12.027906°E
卡薩萊山（義大利語：Monte Casale），是意大利的山脈，位於該國東北部，處於博爾扎諾-南蒂羅爾自治省和貝盧諾省接壤的邊界，屬於法內斯山脈的一部分，距離卡瓦洛山0.2公里，海拔高度2,898米。